# Chomutovka
Die Chomutovka (deutsch: Kometau oder Komotau, im Oberlauf Assigbach) ist ein linker Nebenfluss der Eger (Ohře) in Tschechien.

## Verlauf
Sie entspringt dem gleichen Hochmoor wie die Schwarze Pockau. Ihre Quelle liegt zwischen dem Jelení hora (Haßberg 993 m) und dem abgerissenen Dorf Jilmová (Ulmbach) auf dem Kamm des mittleren Erzgebirges nahe der Grenze zu Sachsen.
Ihr Oberlauf wurde früher Assigbach genannt.
Auf ihrem weiteren Weg nach Nordosten liegt die Stadt Hora Sv. Šebestiána (Sebastiansberg). Am Menhartický vrch (Müllerberg 848 m) wendet sich die Chomutovka nach Südost und fließt ins Tal, wo sie durch die Stadt Chomutov (Komotau) fließt.
Danach durchquert sie in einem nun flachen und offenen Tal eine baumlose durch Landwirtschaft geprägte Landschaft und fließt durch die Gemeinden Údlice (Eidlitz), Velemyšleves (Welmschloß) und Bitozeves (Witoseß).
Nach 49 km mündet die Chomutovka bei der Stadt Postoloprty (Postelberg) in die Eger.
Die Kamenička (Neuhauser Flößbach), ein linker Zufluss der Chomutovka, wird in der Talsperre Komotau aufgestaut und fließt durch das Grölltal. Die Hačka, ein rechter Zufluss, mündet bei Hořenec (Nezabylice) (Horschenz) und der Velemyšlevecký potok (Welmschloßbach), ein linker Zufluss, mündet bei Velemyšleves in die Chomutovka.

## Grundtal
Das Tal zwischen Sebastiansberg und Komotau, das von der Chomutovka (hier früher Assigbach genannt) durchflossen wird, wird seit 1946 als Bezručovo údolí (Bezruč-Tal, früher Grundtal oder Grundthal, tschechisch Hluboké údolí oder Dolina), bezeichnet.
Ein Teil des Wassers wird hier als Trinkwasser gesammelt (Wasserwerk oberhalb der ehemaligen dritten Mühle).
Hier befanden sich früher einmal drei Mühlen, wovon heute noch zwei erhalten sind.
- Die erste Grundmühle (Kleinmühle) – První mlýn, früher ein Sägewerk, heute Pension und Gaststätte.
- Die zweite Grundmühle (Zeinmühle) – Druhá mlýn, heute Pension und Gaststätte. Ein Mühlrad erinnert an die alte Handwerkstradition. Hier stand früher das Alois Schmidt-Denkmal[3] (zur Erinnerung an den Erschließer des Tals, Obmann des Gebirgsvereins und Professor an der Lehrerbildungsanstalt in Komotau, Chomutov), heute ist dort die Bezruč-Gedenktafel[4]. Der mährisch-schlesische Dichter Peter Bezruč war nie in diesem Tal.[5]
- Die dritte Grundmühle (Dörnmühle) – Třetí mlýn, früher Restaurant und Hotel, existiert nicht mehr, sie ist seit 1991 verfallen und wurde im Jahr 2004 abgerissen. Sie stand am Zusammenfluss von Assigbach, Neuhauser Flößbach und Krimabach.

Im Frühjahr bei der Schneeschmelze und nach ausgiebigen Regenfällen führt die Chomutovka oftmals starkes Hochwasser.
Am westlichen Hang der Komotau befindet sich die wüste Burgstelle Burg Hausberk (geringe Reste, Bodendenkmal).

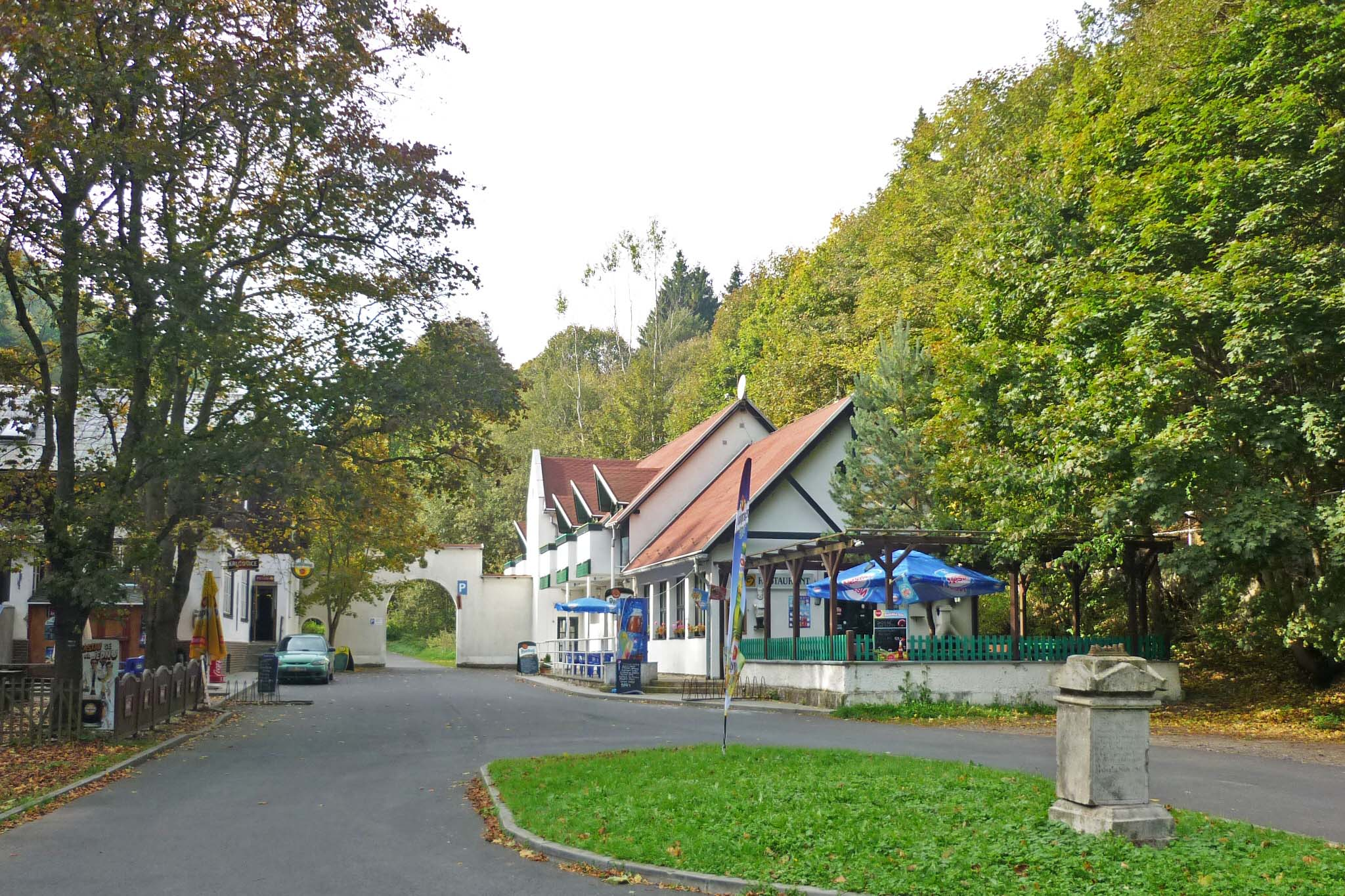
Erste Grundmühle
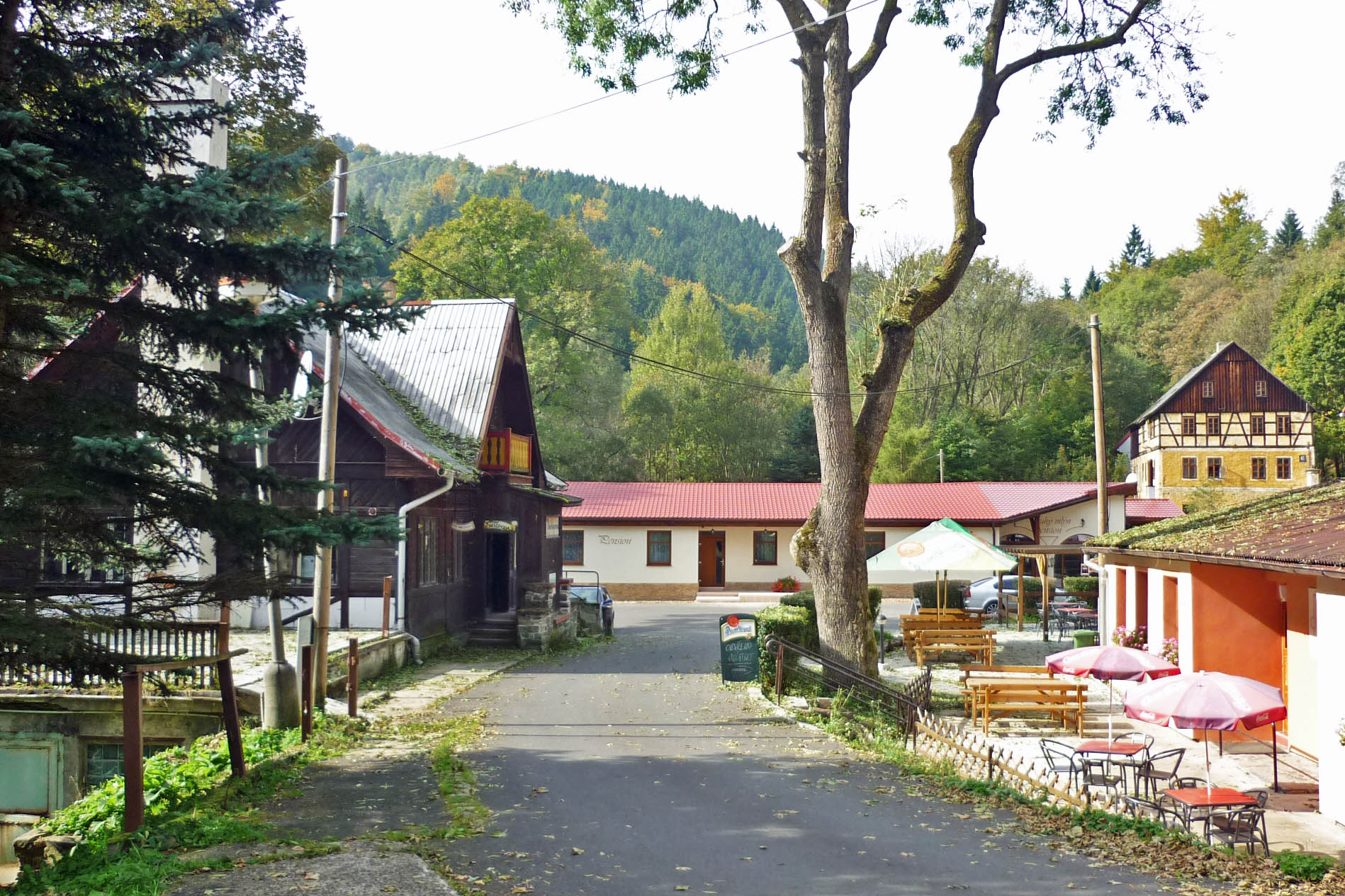
Zweite Grundmühle
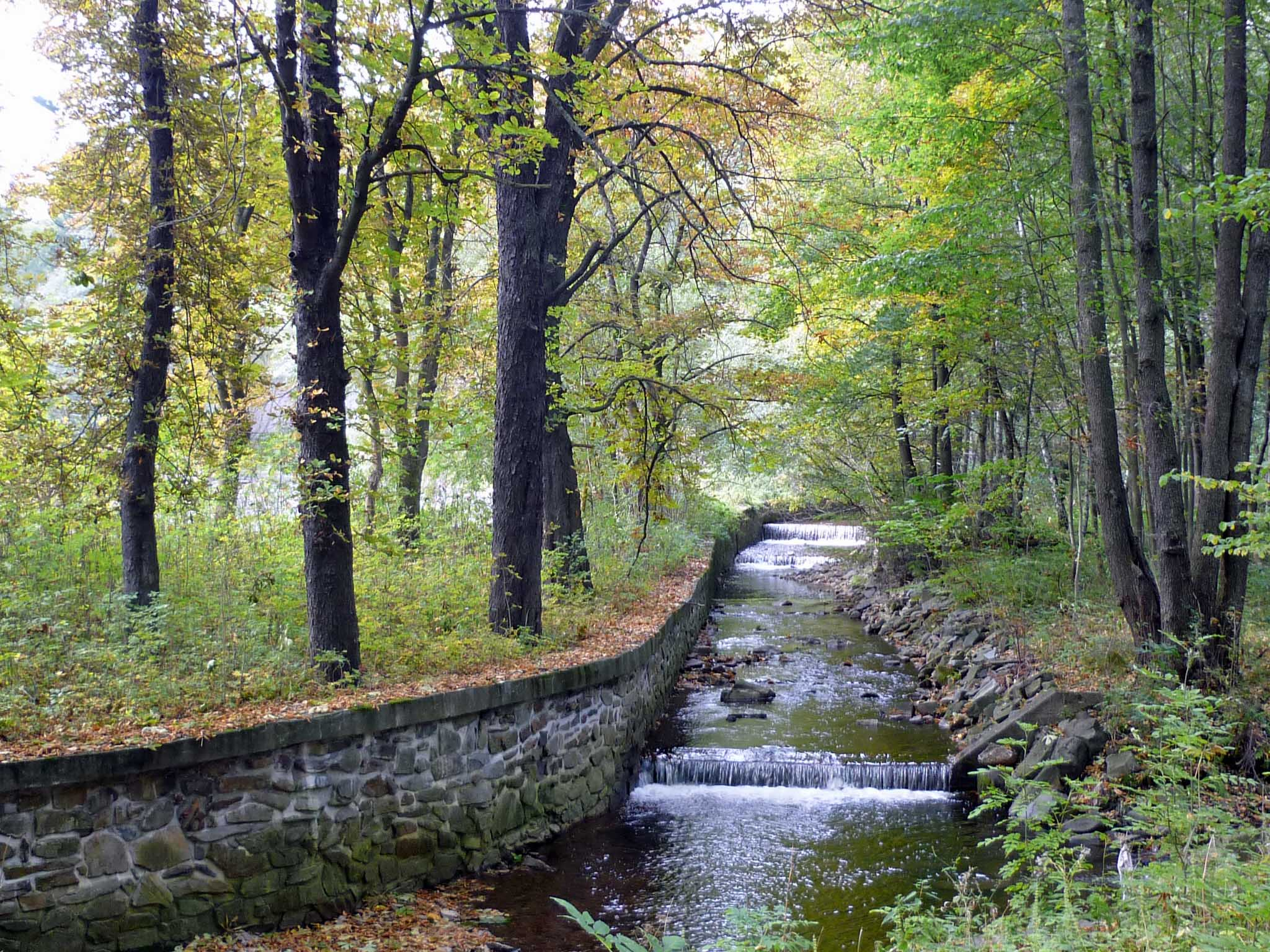
Lage der ehem. dritten Grundmühle
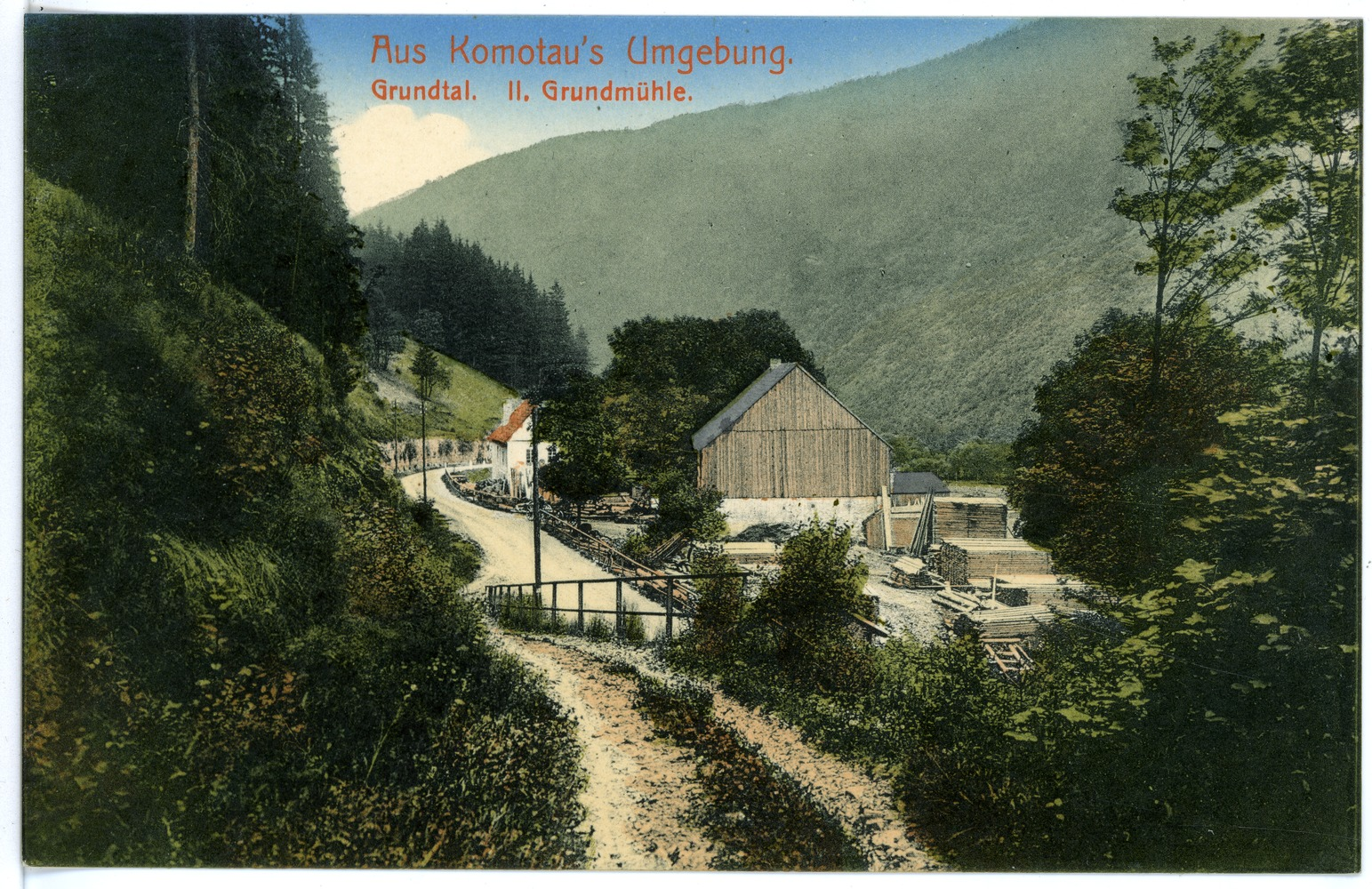
Ansichtskarte der zweiten Grundmühle, 1913